# Saison 2010-2011 du Stade toulousain
Pour la saison 2010-2011, le Stade toulousain dispute le Top 14 et la Coupe d'Europe (dont il est le tenant du titre).

## Transferts d'inter-saison 2010
Départs
- Finau Maka (Pays d'Aix Rugby Club), troisième ligne centre
- Jean-Baptiste Élissalde (retraite), demi de mêlée/d'ouverture, nouvel entraîneur des arrières
- Manu Ahotaeiloa (SU Agen), trois-quarts aile/centre
- Maleli Kunavore (retraite), trois-quarts aile/centre/arrière
- Bertus Swanepoel (sans club), trois-quarts aile/centre/arrière
- Philippe Rougé-Thomas (mobilité), nouveau poste d'encadrement

Arrivées
- Julien Raynaud (Retour de prêt, US Montauban), troisième ligne
- Pierre-Gilles Lakafia (SC Albi), trois-quarts aile
- Sylvain Nicolas (CS Bourgoin-Jallieu), troisième ligne aile
- Nicolas Vergallo (US Dax), demi de mêlée

Joker médical
- Rupeni Caucaunibuca (SU Agen), trois-quarts aile/centre (pour Yann David)

## Effectif
L'effectif professionnel de la saison 2010-2011 compte quatre joueurs formés au club. Vingt-sept joueurs internationaux figurent dans l'équipe dont dix-neuf français et chacun des postes de l'équipe de France pourrait être occupé par un joueur toulousain. Tous ces joueurs sont retenus dans le groupe appelé à disputer la Coupe d'Europe 2010-2011, à l'exception de Yann David (blessé) et de Rupeni Caucaunibuca (arrivé après la publication de la liste). Pour les phases finales, comme le permet le règlement, Rupeni Caucaunibuca est ajouté à la liste.
| Nom                     | Poste                                | Naissance  | Nationalité sportive | Sélections (points marqués) | Dernier club               | Arrivée au club (année) | Arrivée au club (âge) |
| Virgile Lacombe         | Talonneur                            | 07/07/1984 | France               | -                           | RC Nîmes                   | 1999                    | 15 ans                |
| William Servat          | Talonneur                            | 09/02/1978 | France               | 32 (5)                      | Formé au club              | -                       | -                     |
| Alberto Vernet Basualdo | Talonneur                            | 08/06/1982 | Argentine            | 12 (0)                      | Alumni Athletic Club       | 2007                    | 25 ans                |
| Daan Human              | Pilier                               | 03/04/1976 | Afrique du Sud       | 4 (0)                       | Stormers                   | 2004                    | 28 ans                |
| Benoît Lecouls          | Pilier                               | 22/03/1978 | France               | 6 (0)                       | Biarritz olympique         | 2001-2004 2008          | 23 ans 30 ans         |
| Yohan Montès            | Pilier                               | 07/02/1985 | France               | -                           | Stade français             | 2007                    | 22 ans                |
| Jean-Baptiste Poux      | Pilier                               | 26/06/1979 | France               | 23 (15)                     | RC Narbonne                | 2002                    | 22 ans                |
| Census Johnston         | Pilier                               | 06/05/1981 | Samoa                | 24 (15)                     | Saracens                   | 2009                    | 28 ans                |
| Patricio Albacete       | Deuxième ligne                       | 09/12/1981 | Argentine            | 34 (5)                      | Section paloise            | 2006                    | 25 ans                |
| Romain Millo-Chluski    | Deuxième ligne                       | 20/04/1983 | France               | 15 (0)                      | RC Massy                   | 2002                    | 19 ans                |
| Yoann Maestri           | Deuxième ligne                       | 14/01/1988 | France               | -                           | RC Toulon                  | 2009                    | 21 ans                |
| Grégory Lamboley        | Deuxième/Troisième ligne aile-centre | 12/01/1982 | France               | 14 (10)                     | RC Massy                   | 2000                    | 18 ans                |
| Julien Raynaud          | Troisième ligne aile                 | 28/05/1987 | France               | -                           | Formé au club US Montauban | - 2010                  | - 23 ans              |
| Sylvain Nicolas         | Troisième ligne aile                 | 21/06/1987 | France               | -                           | CS Bourgoin-Jallieu        | 2010                    | 22 ans                |
| Jean Bouilhou           | Troisième ligne aile                 | 07/12/1978 | France               | 2 (0)                       | Section paloise            | 1999                    | 21 ans                |
| Thierry Dusautoir       | Troisième ligne aile                 | 18/11/1981 | France               | 40 (20)                     | Biarritz olympique         | 2006                    | 25 ans                |
| Yannick Nyanga          | Troisième ligne aile                 | 19/12/1983 | France               | 21 (15)                     | AS Béziers                 | 2005                    | 22 ans                |
| Shaun Sowerby           | Troisième ligne centre               | 01/07/1978 | Afrique du Sud       | 1 (0)                       | Stade français             | 2007                    | 29 ans                |
| Louis Picamoles         | Troisième ligne centre               | 05/02/1986 | France               | 17 (5)                      | Montpellier HR             | 2009                    | 23 ans                |
| Nicolas Vergallo        | Demi de mêlée                        | 20/08/1983 | Argentine            | 17 (0)                      | US Dax                     | 2010                    | 28 ans                |
| Byron Kelleher          | Demi de mêlée                        | 03/12/1976 | Nouvelle-Zélande     | 57 (40)                     | Chiefs                     | 2007                    | 31 ans                |
| Frédéric Michalak       | Demi de mêlée-d'ouverture            | 16/10/1982 | France               | 54 (251)                    | Formé au club Sharks       | - 2008                  | - 26 ans              |
| David Skrela            | Demi d'ouverture                     | 02/03/1979 | France               | 19 (112)                    | Stade français             | 2008                    | 29 ans                |
| Yannick Jauzion         | 3/4 centre-Demi d'ouverture          | 28/07/1978 | France               | 73 (103)                    | US Colomiers               | 2002                    | 24 ans                |
| Florian Fritz           | 3/4 centre                           | 17/01/1984 | France               | 18 (21)                     | CS Bourgoin-Jallieu        | 2004                    | 20 ans                |
| Yann David              | 3/4 centre                           | 15/04/1988 | France               | 3 (0)                       | CS Bourgoin-Jallieu        | 2009                    | 21 ans                |
| Rémi Lamerat            | 3/4 centre                           | 14/01/1990 | France               | -                           | Saint Girons               | 2005                    | 15 ans                |
| Vilimoni Delasau        | 3/4 aile-centre                      | 12/07/1977 | Fidji                | 28 (55)                     | US Montauban               | 2010                    | 32 ans                |
| Rupeni Caucaunibuca     | 3/4 aile-centre                      | 05/06/1980 | Fidji                | 9 (50)                      | SU Agen                    | 2010                    | 30 ans                |
| Pierre-Gilles Lakafia   | 3/4 aile                             | 12/03/1987 | France               | -                           | SC Albi                    | 2010                    | 23 ans                |
| Vincent Clerc           | 3/4 aile                             | 07/05/1981 | France               | 53 (145)                    | FC Grenoble                | 2002                    | 21 ans                |
| Yves Donguy             | 3/4 aile                             | 01/01/1982 | France               | -                           | CA Brive                   | 2007                    | 25 ans                |
| Cédric Heymans          | 3/4 aile                             | 20/07/1978 | France               | 52 (75)                     | SU Agen                    | 2001                    | 23 ans                |
| Maxime Médard           | Arrière-3/4 aile                     | 16/11/1986 | France               | 17 (43)                     | Blagnac SCR                | 2004                    | 18 ans                |
| Clément Poitrenaud      | Arrière-3/4 centre                   | 20/05/1982 | France               | 42 (35)                     | Formé au club              | -                       | -                     |

## Joueurs Espoirs appelés en équipe première
Dernière mise à jour : fin de saison
| Nom                | Poste                     | Naissance  | Nationalité sportive | Titularisations avec les pros | Apparitions sur le banc pro | Points marqués avec les pros |
| Johnson Falefa     | Talonneur/Pilier          | 26/07/1989 | Samoa                | 2                             | 3                           | 0                            |
| Anthony Bousquet   | Talonneur/Pilier          | 25/06/1989 | France               | 0                             | 2                           | 0                            |
| Victor Paquet      | Pilier                    | 06/10/1990 | France               | 0                             | 7                           | 0                            |
| David Tarroque     | Pilier                    | 11/07/1987 | France               | 0                             | 2                           | 0                            |
| Russlan Boukerou   | Deuxième ligne            | 16/12/1989 | France               | 1                             | 6                           | 0                            |
| Gillian Galan      | Troisième ligne           | 07/08/1991 | France               | 0                             | 1                           | 0                            |
| Teddy Iribaren     | Demi de mêlée             | 25/09/1990 | France               | 0                             | 1                           | 0                            |
| Sébastien Bézy     | Demi de mêlée             | 22/11/1991 | France               | 0                             | 1                           | 0                            |
| Nicolas Bézy       | Demi de mêlée/d'ouverture | 26/09/1989 | France               | 6                             | 14                          | 79                           |
| Jean-Marc Doussain | Demi de mêlée/d'ouverture | 12/02/1991 | France               | 9                             | 10                          | 22                           |
| Aurélien Impérial  | 3/4 centre                | 25/12/1989 | France               | 0                             | 1                           | 0                            |
| Jean-Bernard Pujol | Arrière                   | 11/04/1992 | France               | 0                             | 0                           | 0                            |

Anthony Bousquet, Victor Paquet, Russlan Boukerou, Nicolas Bézy et Jean-Marc Doussain ont été retenus dans l'effectif initial du Stade toulousain pour disputer la Coupe d'Europe 2010-2011. Le 6 octobre, comme l'autorise le règlement, Anthony Bousquet est remplacé par Johnson Falefa. Pour les phases finales, Jean-Bernard Pujol est ajouté à la liste.

## Déroulement de la saison

### Calendrier
| Date du match      | Domicile                   | Extérieur                  | Score (bonus)  | Lieu du match              | Catégorie                | Classement |
| 13 août 2010       | Stade toulousain           | SU Agen                    | (BO) 44 - 24   | Stade Ernest-Wallon        | 1re journée de Top 14    | 2e         |
| 21 août 2010       | Castres olympique          | Stade toulousain           | 22 - 16 (BD)   | Stade de la Méditerranée   | 2e journée de Top 14     | 3e         |
| 28 août 2010       | Stade toulousain           | Stade français Paris       | 34 - 16        | Stadium                    | 3e journée de Top 14     | 1er        |
| 1er septembre 2010 | Montpellier HR             | Stade toulousain           | 22 - 21 (BD)   | Stade Yves-du-Manoir       | 4e journée de Top 14     | 5e         |
| 5 septembre 2010   | Stade toulousain           | Atlantique Stade Rochelais | (BO) 50 - 3    | Stade Ernest-Wallon        | 5e journée de Top 14     | 2e         |
| 11 septembre 2010  | Biarritz olympique         | Stade toulousain           | 25 - 20 (BD)   | Parc des sports d'Aguiléra | 6e journée de Top 14     | 4e         |
| 17 septembre 2010  | Stade toulousain           | Aviron bayonnais           | 29 - 20        | Stade Ernest-Wallon        | 7e journée de Top 14     | 3e         |
| 25 septembre 2010  | CA Brive                   | Stade toulousain           | 16 - 16        | Stade Amédée Domenech      | 8e journée de Top 14     | 3e         |
| 2 octobre 2010     | Stade toulousain           | Racing Métro 92            | 28 - 23        | Stadium                    | 9e journée de Top 14     | 3e         |
| 10 octobre 2010    | Stade toulousain           | London Wasps               | 18 - 16        | Stadium                    | 1re journée de H Cup     | 2e         |
| 16 octobre 2010    | Newport Gwent Dragons      | Stade toulousain           | 19 - 40        | Rodney Parade              | 2e journée de H Cup      | 1er        |
| 23 octobre 2010    | Stade toulousain           | USA Perpignan              | (BO) 38 - 29   | Stadium                    | 10e journée de Top 14    | 2e         |
| 30 octobre 2010    | Stade toulousain           | RC Toulon                  | (BO) 44 - 5    | Stade Ernest-Wallon        | 11e journée de Top 14    | 1er        |
| 4 novembre 2010    | CS Bourgoin-Jallieu        | Stade toulousain           | 11 - 35 (BO)   | Stade des Alpes            | 12e journée de Top 14    | 1er        |
| 4 décembre 2010    | ASM Clermont Auvergne      | Stade toulousain           | 32 - 25 (BD)   | Stade Marcel Michelin      | 13e journée de Top 14    | 1er        |
| 10 décembre 2010   | Glasgow Warriors           | Stade toulousain           | 16 - 28        | Stade Firhill              | 3e journée de H Cup      | 1er        |
| 21 décembre 2010   | Stade toulousain           | Glasgow Warriors           | (BO) 36 - 10   | Stade Ernest-Wallon        | 4e journée de H Cup      | 1er        |
| 29 décembre 2010   | SU Agen                    | Stade toulousain           | 8 - 25         | Stade Armandie             | 14e journée de Top 14    | 1er        |
| 2 janvier 2011     | Stade toulousain           | Castres olympique          | 23 - 16        | Stadium                    | 15e journée de Top 14    | 1er        |
| 8 janvier 2011     | Stade français Paris       | Stade toulousain           | 31 - 3         | Stade de France            | 16e journée de Top 14    | 1er        |
| 15 janvier 2011    | Stade toulousain           | Newport Gwent Dragons      | 17 - 3         | Stade Ernest-Wallon        | 5e journée de H Cup      | 1er        |
| 23 janvier 2011    | London Wasps               | Stade toulousain           | 21 - 16 (BD)   | Adams Park                 | 6e journée de H Cup      | 1er        |
| 27 janvier 2011    | Stade toulousain           | Montpellier HR             | (BO) 29 - 9    | Stade Ernest-Wallon        | 17e journée de Top 14    | 1er        |
| 11 février 2011    | Atlantique Stade Rochelais | Stade toulousain           | 19 - 22        | Stade Marcel-Deflandre     | 18e journée de Top 14    | 1er        |
| 19 février 2011    | Stade toulousain           | Biarritz olympique         | 23 - 19        | Stade Ernest-Wallon        | 19e journée de Top 14    | 1er        |
| 5 mars 2011        | Aviron bayonnais           | Stade toulousain           | 19 - 13 (BD)   | Stade d'Anoeta             | 20e journée de Top 14    | 1er        |
| 12 mars 2011       | Stade toulousain           | CA Brive                   | 23 - 22        | Stade Ernest-Wallon        | 21e journée de Top 14    | 1er        |
| 26 mars 2011       | Racing Métro 92            | Stade toulousain           | 43 - 21        | Stade de France            | 22e journée de Top 14    | 1er        |
| 1er avril 2011     | USA Perpignan              | Stade toulousain           | 24 - 25        | Stade Aimé-Giral           | 23e journée de Top 14    | 1er        |
| 10 avril 2011      | Biarritz olympique         | Stade toulousain           | 20 - 27 (a.p.) | Stade d'Anoeta             | Quart de finale de H Cup | Qualifié   |
| 16 avril 2011      | RC Toulon                  | Stade toulousain           | 21 - 9         | Stade Vélodrome            | 24e journée de Top 14    | 1er        |
| 23 avril 2011      | Stade toulousain           | CS Bourgoin-Jallieu        | (BO) 33 - 0    | Stade Ernest-Wallon        | 25e journée de Top 14    | 1er        |
| 30 avril 2011      | Leinster Rugby             | Stade toulousain           | 32 - 23        | Stade Aviva                | Demi-finale de H Cup     | Éliminé    |
| 7 mai 2011         | Stade toulousain           | ASM Clermont Auvergne      | 15 - 6         | Stadium                    | 26e journée de Top 14    | 1er        |
| 27 mai 2011        | Stade toulousain           | ASM Clermont Auvergne      | 29 - 6         | Stade Vélodrome            | Demi-finale de Top 14    | Qualifié   |
| 4 juin 2011        | Stade toulousain           | Montpellier HR             | 15 - 10        | Stade de France            | Finale de Top 14         | Champion   |

### L'avant Coupe d'Europe
Demi-finaliste du Top 14 et Vainqueur de la Coupe d'Europe la saison précédente, le Stade toulousain apparaît comme à son habitude comme un sérieux candidat au titre dans chacune des deux compétitions. Après un recrutement d'inter-saison plutôt sobre (Nicolas Vergallo est la seule recrue internationale) et malgré des absences pour blessure remarquées (Frédéric Michalak, retour prévu en octobre, Yves Donguy, retour prévu fin 2010 et Alberto Vernet Basualdo, retour prévu en janvier 2011), le Stade commence sa saison 2010-2011 par une victoire bonifiée sur le promu Agen à Ernest-Wallon. Le week-end suivant, pourtant, Toulouse ne profite pas de cette bonne entame de championnat et est défait sur le terrain de Castres en empochant tout de même le bonus défensif. À l'issue de cette journée, le Stade enregistre la grave blessure de Yann David (fracture tibia-péroné, pas de retour prévu avant début 2011), contractée à l'entraînement. Le Stade toulousain est ensuite victorieux du Stade français au Stadium lors de la 3e journée pour prendre provisoirement la 1re place du championnat mais l'euphorie retombe après la courte défaite à Montpellier (22-21), second match de la série de trois devant se jouer en neuf jours. Dès le week-end suivant, cependant, le Stade s'impose largement lors de la réception du second promu La Rochelle. Cette série de matchs marque les organismes puisque trois joueurs s'ajoutent à la liste des blessés : Sylvain Nicolas (entorse du genou contractée lors de la 6e journée, retour prévu en novembre), Patricio Albacete (entorse acromio-claviculaire contractée lors de la 7e journée, retour prévu en octobre) et William Servat (absent lors de la 7e journée). Lors du déplacement suivant, les Toulousains sont une nouvelle fois défaits sur le terrain de Biarritz avec le point de bonus défensif, comme lors de chacun de leurs matchs à l'extérieur depuis le début de la saison. La 7e journée s'annonce délicate avec la réception de Bayonne, le leader, mais les Rouges et Noirs montrent leur caractère en l'emportant à domicile, privant même leurs visiteurs du point de bonus défensif. Dans ses deux derniers matchs avant le début de la campagne européenne, le Stade enregistre pour la première fois un résultat presque positif à l'extérieur en partageant les points avec Brive lors de la 8e journée et dispose une nouvelle fois du leader du championnat, le Racing, à domicile lors de la 9e journée.
Pendant cette première phase de la saison, Guy Novès fait tourner à plein son effectif puisqu'aucun joueur n'est titularisé sur l'ensemble des matchs. Le poste de no 13 (deuxième centre) semble être celui qui pose le plus de problèmes au manager toulousain car pas moins de 6 joueurs (Florian Fritz, Yann David, Rémi Lamerat, Clément Poitrenaud, Vilimoni Delasau et Yannick Jauzion) en 9 matchs portent ce numéro. À titre individuel, Maxime Médard réalise un très bon début de saison (9 matchs sur 9 dont 8 en tant que titulaire pour 5 essais marqués) au point de pousser Clément Poitrenaud, indiscutable titulaire à l'arrière (aussi bien au Stade toulousain qu'en équipe de France) la saison dernière, au poste de trois-quarts centre, son poste de formation. Yannick Jauzion réalise également de très bonnes performances (8 matchs dont 7 en tant que titulaire pour 1 essai). À noter également la montée en puissance de Nicolas Bézy (48 points marqués), encore sous contrat espoir mais qui soulage à merveille l'absence de Frédéric Michalak à l'ouverture en soutien de David Skrela.

### Deux premières journées de Coupe d'Europe
À l'occasion de la première journée de H Cup, Toulouse reçoit au Stadium les London Wasps, demi-finalistes du Challenge européen l'année précédente et qui signent leur retour dans la "grande" Coupe d'Europe. Les Wasps, seulement 8e du championnat anglais après cinq journées, ne sont pas donnés favoris pour ce match face au quadruple vainqueur de la Coupe d'Europe. Ils font pourtant forte impression au Stadium puisque le Stade ne s'impose que de deux petits points (18-16), laissant ainsi le point de bonus défensif aux visiteurs. À l'issue du match, Guy Novès officialise l'arrivée au club du centre ou ailier international fidjien Rupeni Caucaunibuca en tant que joker médical pour pallier la blessure de Yann David. Pour leur premier déplacement en Coupe d'Europe, les Toulousains rencontrent ensuite les Dragons gallois, défaits lors du premier match par les Glasgow Warriors. Le Stade enregistre à cette occasion sa première victoire à l'extérieur de la saison (40-19), sans toutefois repartir du Pays de Galles avec le bonus offensif. Seul club de sa poule à avoir remporté ses deux premiers matches de H Cup, Toulouse prend provisoirement la tête du classement avant la double confrontation avec les Glasgow Warriors en décembre.
À noter la bonne performance en ce début de campagne européenne de David Skrela, joueur le plus utilisé de l'effectif (deux matches pleins au même titre que Thierry Dusautoir et Florian Fritz) et auteur de 37 des 58 points de son équipe, se plaçant ainsi en tête du classement des buteurs à ce stade de la compétition.

### Dernières journées avant la trêve internationale
Le retour au Top 14 s'annonçait difficile avec la réception au Stadium de l'USAP, invaincue en championnat depuis la 4e journée mais défaite par la province galloise de Llanelli, au Pays de Galles, en première journée de H Cup. À cette occasion le Stade livre une prestation éclatante pour l'emporter sur les visiteurs (38-29) avec le point de bonus offensif et remonter à la deuxième place du classement, confirmant ainsi sa bonne forme à domicile (6 victoires en autant de matches cette saison, 7 sur 7 si l'on tient compte de la Coupe d'Europe).
En vue des matches de la tournée d'automne 2010, les sélections nationales sont annoncées. 10 Toulousains sont concernés : Thierry Dusautoir (capitaine), Yannick Jauzion, Maxime Médard, Romain Millo-Chluski et William Servat sont appelés dans le groupe France, Census Johnston est appelé dans le groupe Samoa, Patricio Albacete et Nicolas Vergallo sont appelés dans le groupe Argentine, tandis que Rupeni Caucaunibuca, bien que n'ayant pas encore joué depuis le début de la saison, et Byron Kelleher sont invités à jouer avec les Barbarians français. Plusieurs Toulousains peuvent regretter de ne pas avoir été appelés en sélection, à l'image de Vincent Clerc, quatrième joueur le plus utilisé de l'effectif (689 minutes) derrière M. Médard (837), R. Millo-Chluski (826) et Y. Jauzion (756) mais devant T. Dusautoir (684), "pas assez décisif" (2 essais en 10 matches toutes compétitions confondues dont 8 en tant que titulaire), de Clément Poitrenaud, sixième joueur le plus utilisé de l'effectif (637 minutes), dont le replacement au centre, trop récent, ne convainc pas les sélectionneurs, et de David Skrela, septième joueur le plus utilisé de l'effectif (627 minutes), barré par un François Trinh-Duc très en forme à l'image de son club Montpellier et un Damien Traille de retour à la compétition après une longue blessure et que les sélectionneurs veulent voir à l'œuvre en sélection.
Pour le premier de deux matches joués à cinq jours d'intervalle, le Stade toulousain se montre impérial contre le RC Toulon en l'emportant 44-5 à domicile avec le bonus offensif à la clé, ce qui le place provisoirement premier du championnat. Les internationaux toulousains qui n'ont pas été rappelés en équipe de France pour la tournée d'automne se sont particulièrement illustrés lors de ce match, à l'image de Vincent Clerc, Clément Poitrenaud et Louis Picamoles, tous trois auteurs d'un essai. À noter également les deux essais de Maxime Médard, décidément très en vue depuis le début de la saison, qui le placent à nouveau seul en tête du classement des marqueurs d'essais.
À la veille du dernier match avant la trêve internationale, la composition définitive des Barbarians français pour le match contre les Tonga le 26 novembre à Grenoble est annoncée. Sept des vingt-trois joueurs invités sont toulousains : Cédric Heymans en tant que titulaire à l'arrière, Vincent Clerc et Rupeni Caucaunibuca en tant que titulaires aux ailes, Jean-Baptiste Élissalde en tant que titulaire à l'ouverture pour clore définitivement sa carrière de joueur, Byron Kelleher en tant que titulaire à la mêlée et capitaine, Louis Picamoles en tant que titulaire en troisième ligne et Jean-Baptiste Poux en tant que pilier remplaçant. Pour l'occasion l'équipe est entraînée par les Toulousains Guy Novès (manager) et Yannick Bru (lignes avant), et par l'ancien entraîneur du Biarritz olympique Patrice Lagisquet (lignes arrières).
Dans le dernier match avant la trêve internationale de novembre, le Stade toulousain va conquérir sa première victoire à l'extérieur de la saison en championnat face au CSBJ dans un match délocalisé au stade des Alpes de Grenoble. Les Rouge et Noir empochent à cette occasion leur troisième bonus offensif en autant de matches et prolongent leur série de matches sans défaite (6 en championnat, 8 toutes compétitions confondues), la dernière défaite remontant au 11 septembre face à Biarritz à Aguiléra. À l'aube des tests internationaux, William Servat, blessé aux ischio-jambiers, doit déclarer forfait. David Skrela est par contre rappelé dans le groupe France pour pallier le forfait de Jonathan Wisniewski, également blessé lors de la 12e journée (alors que celui-ci avait lui-même été appelé pour pallier le forfait de François Trinh-Duc, blessé lors de la 11e journée).
À une journée de la mi-saison en championnat, un quinze-type se dessine clairement, les plus grosses incertitudes étant aux postes de flanker gauche (no 6) où Jean Bouilhou (5 titularisations à ce poste) doit faire face au retour en forme de Yannick Nyanga (4 titularisations), d'ailier gauche (no 11) où Cédric Heymans (5 titularisations à ce poste) partage son temps de jeu avec Vilimoni Delasau (4 titularisations), et de deuxième centre (no 13) où Florian Fritz (5 titularisations à ce poste) laisse régulièrement sa place à ses partenaires. Les certitudes quasi absolues à ce moment de la saison sont pour le talonnage (no 2) où William Servat (9 titularisations, toutes à ce poste) s'impose avec brio et à l'aile droite (no 14) où Vincent Clerc (9 titularisations, toutes à ce poste) n'a aucune réelle concurrence. À titre individuel Maxime Médard se révèle indéniablement comme l'homme en forme depuis le début de la saison. Avec à son actif 997 minutes de jeu toutes compétitions confondues pour 10 essais marqués (9 en championnat qui font de lui le meilleur marqueur à ce stade de la compétition et 1 en coupe d'Europe), il est tout simplement le seul Toulousain à avoir joué tous les matches depuis le début de la saison (12 en tant que titulaire, 2 en tant que remplaçant) et il se montre aussi efficace à l'arrière (5 essais) qu'à l'aile (3 essais en tant que no 11, 2 en tant que no 14). Au nombre d'apparitions Romain Millo-Chluski et Yannick Jauzion (tous deux 13 matches sur 14 possibles dont 12 en tant que titulaires) complètent le podium. Chez les Espoirs on note la bonne forme en ce deuxième quart de saison de Victor Paquet, pilier de formation mais de plus en plus sollicité en tant que remplaçant au talonnage dans le groupe pro. Le XV-type à ce stade de la saison (déterminé par le temps de jeu) : Poitrenaud ; Clerc, Fritz, Jauzion, Médard ; Skrela (o), Kelleher (m) ; Dusautoir (cap.), Sowerby, Bouilhou ; Millo-Chluski, Maestri ; Johnston, Servat, Poux. Remplaçants : Lacombe, Human, Albacete, Picamoles, Vergallo, Bézy, Heymans, Montès.

### Trêve internationale de novembre
Nicolas Vergallo participe à l'intégralité de la rencontre opposant l'Argentine à l'Italie tandis que Patricio Albacete, blessé au pied, n'apparaît pas sur la feuille de match. Les deux joueurs participent par contre à l'intégralité de la rencontre avec la France. Patricio Albacete dispute également l'intégralité de la rencontre avec l'Irlande, tandis que Nicolas Vergallo, titulaire, est remplacé à la 69e minute par Alfredo Lalanne.
Trois Toulousains apparaissaient sur la feuille de match pour la rencontre France-Fidji : Maxime Médard, titulaire à l'aile gauche et remplacé à la 77e minute par Alexis Palisson, Romain Millo-Chluski titulaire en deuxième ligne et remplacé à la 68e minute par Julien Pierre, et David Skrela, entré à l'ouverture à la 68e minute en remplacement de Damien Traille. Maxime Médard marque le deuxième essai français du match. Victime de la concurrence de Jérôme Porical, titulaire à l'arrière sur ce premier match et élu homme du match, Maxime Médard n'est pourtant pas retenu dans le groupe pour affronter l'Argentine. Romain Millo-Chluski, peu en vue sur l'ensemble du match et David Skrela, quatrième choix au poste d'ouvreur (derrière Trinh-Duc, Traille et Wisniewski), quittent également le groupe. William Servat, remis d'une inflammation au tendon d'Achille, Thierry Dusautoir et Yannick Jauzion, laissés au repos, réintègrent par contre le groupe. Ces trois joueurs disputent les 80 minutes de la rencontre avec l'Argentine et ils restent les trois seuls représentant toulousains pour le dernier match contre l'Australie, tous trois en tant que titulaires. Thierry Dusautoir dispute l'intégralité de la rencontre, Yannick Jauzion est remplacé à la 54e minute par Fabrice Estebanez tandis que William Servat, victime d'un léger traumatisme crânien, cède sa place dès la 35e minute à Guilhem Guirado. Romain Millo-Chluski, appelé de dernière minute pour pallier le forfait de Lionel Nallet, entre en jeu à la 68e minute à la place de Jérôme Thion.
Retenu aux Samoa avant même la trêve pour cause de deuil, Census Johnston ne participe pas aux premiers matches de la sélection samoane. De retour dans le groupe pour le match contre l'Angleterre, il débute sur le banc et dispute vingt minutes de jeu : d'abord en remplacement de Sakaria Taulafo sorti sur saignement en première mi-temps puis à la place d'Anthony Perenise en fin de match. Il est titulaire contre l'Écosse et dispute 59 minutes de jeu avant de céder sa place à Anthony Perenise.
Dans le match opposant les Barbarians français aux Tonga, sept Toulousains sont titulaires : Cédric Heymans, Vincent Clerc et Byron Kelleher, capitaine pour l'occasion, disputent l'intégralité de la rencontre, Jean-Baptiste Élissalde, pour son jubilé, cède sa place à la 44e minute à Benoît Baby, Rupeni Caucaunibuca, qui faisait là son grand retour en match officiel, et Louis Picamoles, laissent leurs places à la 48e minute respectivement à Benjamin Fall et Rémy Martin, et Yoann Maestri cède sa place à Loïc Jacquet à la 57e minute. Jean-Baptiste Poux, qui commence la rencontre sur le banc, entre en jeu à la 52e minute à la place de Sylvain Marconnet. Élissalde marque une pénalité, "Caucau" et Kelleher un essai chacun.

### Dernière journée de phase aller et deuxième quinzaine européenne
Pour la dernière journée de phase aller du championnat, le Stade toulousain se déplace à Clermont sans nombre de ses internationaux - Thierry Dusautoir, Romain Millo-Chluski, Yannick Jauzion, Nicolas Vergallo et William Servat sont laissés au repos tandis que Census Johnston, bien que titulaire, ne dispute qu'une mi-temps et que Patricio Albacete n'entre que pour la dernière demi-heure de jeu - en vue de la double confrontation face à Glasgow les deux week-ends suivants et doit se contenter du point de bonus défensif (32-25) qui ne lui a jamais échappé lors de ses défaites depuis le début de la saison pour son premier revers toutes compétitions confondues depuis le match face à Biarritz le 11 septembre. Malgré cette défaite, les Toulousains sont champions d'automne à la suite de la victoire de Toulon sur le dauphin Montpellier dès le vendredi soir. Ce match face à Clermont a également signé le retour en championnat de Rupeni Caucaunibuca, titulaire au centre, et de Frédéric Michalak, entré en fin de match à la place de David Skrela ainsi que la première titularisation de Russlan Boukerou, deuxième ligne espoir qui avait signé quelques jours plus tôt son premier contrat professionnel (pour trois saisons à compter de 2011-2012). Par ailleurs à la 3e minute de ce match Maxime Médard atteint les 1000 minutes de temps de jeu toutes compétitions confondues cette saison.
À l'occasion des troisième et quatrième journées de coupe d'Europe, le Stade toulousain affronte deux fois successivement les Glasgow Warriors. La première rencontre tourne à l'avantage des Toulousains qui l'emportent sur le terrain des Écossais (28-16) sans toutefois empocher le bonus offensif qui leur fait défaut depuis l'entame de la compétition, confortant cependant au passage leur place de leader de poule. Frédéric Michalak, qui évoluait cette semaine-là avec les Espoirs, se blesse aux côtes, retardant ainsi son retour à la compétition. Le match retour, prévu initialement le samedi 18 décembre à Toulouse est reporté deux fois successivement : une première fois au dimanche à cause de l'arrivée tardive des Écossais à la suite d'événements climatiques (froid et chutes de neige) survenus dans le nord de la France et en Grande-Bretagne et une seconde fois au mardi, les Warriors attendant toujours leur matériel retenu à Londres et ce malgré la proposition du Stade toulousain de leur prêter tout ce dont ils manquaient. Ces contretemps n'empêchent pas les Toulousains de remporter la rencontre (36-10) en obtenant leur premier bonus offensif de la saison en coupe d'Europe, ce qui leur permet de rester en tête de leur poule après quatre journées.
À l'issue de ces journées l'équipe-type de coupe d'Europe peine encore à se dessiner, Guy Novès n'hésitant pas à faire tourner son effectif afin qu'aucun joueur ne se démobilise et que l'ensemble du groupe reste compétitif pour la suite de la saison. Seuls le capitaine Thierry Dusautoir, David Skrela, Cédric Heymans et Florian Fritz ont en effet été titularisés sur l'ensemble des quatre matches, Dusautoir et Fritz ayant disputé l'intégralité des quatre rencontres. Du côté des espoirs on note la première apparition en coupe d'Europe du première ligne Victor Paquet et du demi Jean-Marc Doussain qui ont bénéficié des blessures conjuguées de William Servat et de Byron Kelleher pour obtenir quelques minutes de temps de jeu au plus haut niveau.

### Premières journées de phase retour
Pour la première journée de phase retour, le Stade se déplace à Agen et l'emporte (25-8) grâce notamment à un 100 % au pied de David Skrela (1 transformation et 6 pénalités) pour sa deuxième victoire à l'extérieur de la saison en championnat (la quatrième toutes compétitions confondues). Quatre jours plus tard les Toulousains enregistrent une nouvelle victoire contre Castres à Ernest-Wallon (23-16), préservant ainsi leur invincibilité à domicile depuis le début de la saison. Ce match marque par ailleurs le retour à la compétition d'Alberto Vernet Basualdo qui, gêné par une longue blessure, n'avait pas encore joué cette saison. Pour son déplacement au Stade de France, le Stade toulousain présente une équipe "mixte" pour affronter le Stade français et encaisse sa première défaite non bonifiée de la saison (31-3), offrant même le bonus offensif à son adversaire du jour. Alignant pour la première fois une charnière "espoirs" Doussain-Bézy dès l'entame du match - s'il était prévu que Jean-Marc Doussain serait, pour la première fois de sa carrière, titularisé au poste de demi de mêlée, Nicolas Bézy a lui dû intervenir pour pallier le forfait de dernière minute de David Skrela, blessé à l'échauffement - l'équipe qui comptait néanmoins de nombreux cadres semblait avoir la tête déjà tournée vers les derniers matches de poules de Coupe d'Europe, prévus les deux week-ends suivants.
Sur ces trois matches, Guy Novès fait tourner à plein son effectif puisque seul Vincent Clerc est titularisé à chaque fois. Les retours de blessure de Benoît Lecouls (qui n'était plus apparu depuis la 5e journée), Sylvain Nicolas (6e journée), Alberto Vernet Basualdo (premiers matches de la saison) ainsi que le retour en forme progressif de Rupeni Caucaunibuca permettent notamment de laisser quelques cadres au repos en vue des matches de Coupe d'Europe. À ce stade de la saison et après seize matches, cinq joueurs apparaissent comme des éléments-clés du dispositif toulousain en championnat : Maxime Médard (14 titularisations, 1 remplacement), Yannick Jauzion (12 titularisations, 2 remplacements), William Servat (12 titularisations, 2 remplacements), Vincent Clerc (12 titularisations, 1 remplacement) et Romain Millo-Chluski (12 titularisations, 1 remplacement). La plus grande incertitude dans le XV de départ se situe au poste de troisième ligne aile côté fermé (no 6) que se partagent Jean Bouilhou et Yannick Nyanga (6 titularisations chacun à ce poste). Chez les espoirs Nicolas Bézy (3 titularisations, 5 remplacements), Jean-Marc Doussain (2 titularisations, 3 remplacements) et Victor Paquet (6 remplacements) apparaissent régulièrement dans le groupe pro, notamment pour pallier les blessures plus ou moins longues de Byron Kelleher, Frédéric Michalak et David Skrela (Bézy et Doussain) et d'Alberto Vernet Basualdo (Paquet).

### Dernières journées de phase de poule de Coupe d'Europe
Pour ses retrouvailles avec les Dragons de Newport, cette fois à domicile, le Stade enregistre une nouvelle victoire (17-3) - la cinquième depuis le début de la saison dans cette compétition en autant de matches - sans toutefois prendre le bonus offensif qui aurait pu lui assurer une qualification en quart de finale avant le dernier match de poule. Le lendemain, pourtant, la victoire des Guerriers de Glasgow sur les Guêpes de Londres (20-10) assure la qualification des Toulousains aux dépens des Londoniens à une semaine de leur confrontation, une victoire à Londres permettant néanmoins aux Rouge et Noir d'assurer un quart de finale à domicile.
À quelques jours du dernier match de poule de Coupe d'Europe, les sélections nationales amenées à disputer le Tournoi des Six Nations 2011 sont annoncées. Sept Toulousains sont retenus dans le groupe France : Vincent Clerc, Thierry Dusautoir (capitaine), Yannick Jauzion, Maxime Médard, Clément Poitrenaud, William Servat et David Skrela. Tous figurent parmi les 15 joueurs les plus utilisés de l'effectif toulousain à ce moment de la saison. Parmi les autres joueurs de ce "Top 15" on compte notamment Florian Fritz (6e joueur le plus utilisé), souvent critiqué par le sélectionneur pour son dilettantisme en sélection et auquel le Perpignanais David Marty a été préféré, Romain Millo-Chluski (8e joueur le plus utilisé), non retenu en raison d'une blessure au mollet (retour prévu début mars) et remplacé dans le groupe par le Parisien Pascal Papé, et Jean-Baptiste Poux (9e joueur le plus utilisé), auquel a été préféré l'expérience du Biarrot Sylvain Marconnet. À noter que Yann David et Frédéric Michalak ont été cités par Marc Lièvremont comme "rest[ant] très proches de l'équipe de France" en vue de la Coupe du Monde 2011, si leur état de forme le permet, de même que Louis Picamoles, juste derrière Sébastien Chabal et Imanol Harinordoquy dans la hiérarchie des "8" français.
Le dernier match des Toulousains en phase de poule de Coupe d'Europe sonne comme déception. Ils sont en effet défaits (21-16) par les Wasps à Londres. Le match, longtemps équilibré, tourne à l'avantage des hôtes après les expulsions respectivement temporaire et définitive de Louis Picamoles et Florian Fritz à la 32e et à la 46e minute. À égalité à la fin du temps règlementaire, les Londiens marquent un dernier essai qui prive les Toulousains d'un quart de finale à domicile tandis qu'eux obtiennent une place en Challenge européen. Le Stade doit donc se déplacer au Stade d'Anoeta de Saint-Sébastien pour disputer son quart de finale face au Biarritz olympique, finaliste l'année précédente.
Seuls deux joueurs, le capitaine Thierry Dusautoir et David Skrela, ont été titularisés sur les six matches de poule, ce qui les rend indéboulonnables à leurs postes respectifs (troisième ligne aile côté ouvert et demi d'ouverture). À ces deux joueurs s'ajoutent Florian Fritz, Cédric Heymans et Maxime Médard (5 titularisations et 1 remplacement), Vincent Clerc, Yoann Maestri et Clément Poitrenaud (4 titularisation et 2 remplacements), comme éléments indispensables au dispositif toulousain. Dans le XV-type cinq postes font l'objet d'un turn-over important : pilier gauche (no 1), que se partagent Daan Human et Jean-Baptiste Poux, troisième ligne côté fermé (no 6), que se partagent Jean Bouilhou et Yannick Nyanga, troisième ligne centre (no 8), que se partagent Shaun Sowerby et Louis Picamoles, demi de mêlée (no 9), pour moitié occupé par Nicolas Vergallo (3 titularisations), puis par Byron Kelleher (2 titularisations) et Jean-Marc Doussain (1 titularisation), et arrière (no 15), que se partagent Maxime Médard (3 titularisations à l'arrière et 1 sur chaque aile) et Clément Poitrenaud (3 titularisations à l'arrière et 1 en premier centre). Chez les espoirs on note ainsi la première titularisation à ce niveau de Jean-Marc Doussain (contre les Wasps à Londres), seul espoir utilisé en Coupe d'Europe (74 minutes) avec Victor Paquet (10 minutes).

### "Doublons" championnat / Six Nations
Pour la reprise du championnat et avant le départ des internationaux en sélection, le Stade toulousain avait à cœur de repartir sur une dynamique positive avec la réception de Montpellier. Ce fut chose faite avec la victoire bonifiée sur les Héraultais (29-9) agrémentée de deux doublés de Maxime Médard et Census Johnston. Avec 7 points d'avance au classement sur son nouveau dauphin Clermont, le Stade pouvait donc se séparer l'esprit tranquille de ses internationaux (Clerc, Dusautoir, Jauzion, Médard, Poitrenaud, Servat, Skrela ainsi que Doussain, retenu avec les moins de 20 ans).
Dans le match opposant la France à l'Écosse pour le compte de la première journée du Tournoi des six nations 2011, cinq Toulousains participent à la rencontre : Thierry Dusautoir (qui assume le capitanat) joue l'ensemble de la rencontre, Maxime Médard (auteur d'un essai en début de rencontre et désigné homme du match à son issue) est remplacé à la 73e par Vincent Clerc, William Servat est remplacé à la 57e minute par le Perpignanais Guilhem Guirado tandis que Clément Poitrenaud remplace le Perpignanais Maxime Mermoz à la 44e minute. Yannick Jauzion, non retenu dans les 23 pour affronter l'Écosse, est rappelé avant la rencontre avec l'Irlande pour pallier le forfait de Maxime Mermoz (épaule), alors que David Skrela, initialement prévu sur le banc des remplaçants contre l'Écosse déclare forfait quelques jours avant le match (mollet) et est remplacé numériquement par Vincent Clerc, qui ne figurait pas dans la première liste des 23.
À l'occasion du premier véritable doublon de la saison, c'est un Stade toulousain privé de ses internationaux et de plusieurs blessés (David, Donguy, Kelleher et Skrela) qui se déplace à La Rochelle pour l'emporter sur le fil (19-22) grâce notamment au premier essai sous ses nouvelles couleurs de Rupeni Caucaunibuca et à une pénalité à deux minutes du terme de Nicolas Bézy et conforter sa place de leader en championnat. Le même week-end, six Toulousains figurent sur la feuille de match de l'équipe de France pour affronter l'Irlande : Thierry Dusautoir, Maxime Médard et William Servat disputent l'intégralité de la rencontre tandis que Clément Poitrenaud est remplacé à la 50e minute par Vincent Clerc et que Yannick Jauzion remplace le Biarrot Damien Traille à la 72e minute. Maxime Médard marque le seul essai français de la rencontre et Thierry Dusautoir est désigné homme du match.
Le Stade toulousain reçoit ensuite le Biarritz olympique dans un match "faux doublon" puisque de nombreux internationaux ne sont pas libérés malgré l'interruption du Tournoi. Toulouse l'emporte (23-19) dans la douleur, grâce notamment à un essai du jeune Jean-Marc Doussain (libéré pour l'occasion par l'équipe de France des moins de 20 ans), son premier avec les pros, transformé par Nicolas Bézy, également auteur d'une pénalité réussie en fin de match. À l'issue de ce match les Rouge et Noir comptent toujours sept points d'avance sur leur dauphin le Racing Métro et onze points d'avance sur le troisième, Clermont.
Pour Le Crunch, cinq Toulousains, tous titulaires, disputent la rencontre. Thierry Dusautoir, Yannick Jauzion et Vincent Clerc jouent l'intégralité du match tandis que Clément Poitrenaud, titularisé de dernière minute à la suite du forfait de Maxime Médard, cède sa place à la 51e minute au Biarrot Damien Traille et que William Servat est remplacé à la 76e minute par le Perpignanais Guilhem Guirado.
En déplacement contre Bayonne dans un match délocalisé à Saint-Sébastien, le Stade toulousain avec ses internationaux - Jauzion, Médard et Poitrenaud sont titulaires, Clerc, Dusautoir et Servat sont remplaçants - s'incline malgré d'importantes ambitions offensives contre une équipe bien en place défensivement. Le Stade ne repart toutefois pas les mains vides puisqu'un essai dans les arrêts de jeu de Vincent Clerc et sa transformation par Nicolas Bézy offrent aux Toulousains le point de bonus défensif (19-13). À l'issue de cette vingtième journée de championnat les Rouge et Noir conservent leur première place, à trois points du Racing et huit points de Clermont.
Pour le dernier doublon de la saison, le Stade reçoit Brive à Ernest Wallon et s'impose sur le fil (23-22), grâce notamment à un essai en fin de partie de Rupeni Caucaunibuca. Cette victoire permet aux Toulousains de conforter leur première place au classement, à six points du Racing et dix points de Castres, le nouveau troisième. Dans les mêmes temps cinq Toulousains participent à la défaite historique de l'équipe de France contre l'Italie (22-21) dans le Tournoi : Vincent Clerc, Thierry Dusautoir et Maxime Médard jouent l'intégralité de la rencontre, tandis que William Servat cède sa place au Perpignanais Guilhem Guirado à la 61e minute et que Yannick Jauzion et remplacé à la 70e minute par le Biarrot Damien Traille. Clément Poitrenaud, placé sur le banc, n'entre pas en jeu. À noter tout de même l'essai de Vincent Clerc en début de rencontre.
Dans le dernier match du Tournoi, pour la réception du Pays de Galles, quatre Toulousains disputent la rencontre, tous en tant que titulaires. Thierry Dusautoir et Maxime Médard disputent l'intégralité de la rencontre tandis que William Servat est remplacé à la 71e minute par le Perpignanais Guilhem Guirado et que Vincent Clerc, qui marque le troisième essai français, est remplacé à la 76e minute par le Bayonnais Yoann Huget.
À l'issue de cette période de doublon, Maxime Médard, malgré sa présence en sélection nationale, reste le joueur le plus utilisé de l'effectif en championnat (1 261 minutes, 17 matches dont 16 en tant que titulaire), devant Romain Millo-Chluski, à nouveau en forme depuis son retour de blessure (1 157 minutes, 17 matches dont 15 en tant que titulaire) et Yannick Jauzion, pourtant sélectionné pour trois des cinq rencontres de l'équipe de France (1 101 minutes, 16 matches dont 14 en tant que titulaire). Médard reste également le meilleur marqueur du club et du championnat avec 13 réalisations à son actif. Ces 3 matches ont également permis à des joueurs peu utilisés depuis le début de la saison de refaire quelques apparitions. Ainsi l'absence de Maxime Médard et Clément Poitrenaud a entraîné le replacement de Cédric Heymans à l'arrière, laissant l'aile gauche à Rupeni Caucaunibuca (2 fois) et à Pierre-Gilles Lakafia (1 fois), celle de Vincent Clerc a laissé l'aile droite à Vilimoni Delasau, celle de Yannick Jauzion ainsi que la suspension de Florian Fritz (pour le premier des trois matches) a entraîné les titularisations de Rémi Lamerat (1 fois en 12 et deux fois en 13) et de Rupeni Caucaunibuca (1 fois en 13) et le replacement de Fritz en 12 (2 fois), celle de Thierry Dusautoir a laissé la place en troisième ligne côté ouvert à Sylvain Nicolas (2 titularisations) et Yannick Nyanga (1), enfin l'absence de William Servat a donné du temps de jeu à Virgile Lacombe (2 titularisations) et Alberto Vernet Basualdo (1). À noter la regrettable blessure de Rémi Lamerat lors de la réception de Brive qui met un terme à sa saison après une série de bonnes performances, et qui signe également son dernier match sous les couleurs toulousaines puisque le joueur rejoint Castres à compter de la saison 2011-2012. Chez les espoirs on note la bonne forme de Nicolas Bézy plusieurs fois décisif au cours de ces trois rencontres (1 match disputé en intégralité et deux entrées en fin de rencontre pour 10 points marqués).

### Dernières journées de saison régulière et phase finale de Coupe d'Europe
Pour son deuxième déplacement au Stade de France de la saison, cette fois face à son dauphin le Racing Métro, le Stade toulousain, qui compte pourtant tous ses internationaux, s'incline lourdement (43-21) et laisse le point de bonus offensif à son hôte du jour, pour ne conserver sa place de leader qu'à un petit point et voir Castres revenir à six points. Pour le compte de la 23e journée, le Stade se déplace ensuite à Perpignan qui reste sur cinq victoires de rang dans sa lutte pour obtenir une place de barragiste. Alors que Vincent Clerc, Maxime Médard et William Servat sont laissés au repos - ainsi que Yannick Jauzion, inscrit comme remplaçant sur la feuille de match mais non utilisé - et que Thierry Dusautoir (cheville et genou), Daan Human (pubalgie) et Benoît Lecouls (cervicales) sont indisponibles, les Rouge et Noir l'emportent d'un cheveu (25-24) grâce notamment à Jean Bouilhou et Yannick Nyanga qui marquent tous deux leur premier essai de la saison. À l'aube de son quart de finale de Coupe d'Europe, le Stade conserve ainsi sa première place au championnat, à cinq points du Racing et à huit points du nouveau troisième, Montpellier.
C'est un match épique que le Stade toulousain dispute au stade d'Anoeta face au Biarritz olympique pour accéder aux demi-finales de la Coupe d'Europe. Réalisant une très bonne entame de match, le Stade mène (17-0) à la pause grâce à deux essais de Cédric Heymans et Maxime Médard, respectivement transformés par David Skrela et Nicolas Bézy, ainsi qu'une pénalité de David Skrela. Mais en deuxième mi-temps le Stade paye son indiscipline et vois revenir le BO progressivement au score grâce à quatre pénalités de Dimitri Yachvili suivi d'un essai d'Ilikena Bolakoro à deux minutes du terme, heureusement non transformé. À égalité (17-17) à la fin du temps règlementaire, les deux équipes commencent les prolongations. Rapidement, le Stade obtient une pénalité transformée par David Skrela et tient donc le match à la fin de la première période de prolongation (20-17) mais Biarritz revient ensuite au score sur une pénalité de Dimitri Yachvili (20-20). À ce moment du match, le Stade reste qualifié au bénéfice du nombre d'essais marqués mais un dégagement de Dimitri Yachvili contré par Yannick Nyanga permet à ce dernier de marquer l'essai qui donne de l'éclat à la victoire toulousaine. Après une dernière transformation de David Skrela, les Toulousains conservent le ballon pendant les deux minutes restant à jouer avant de sortir le ballon en touche pour emporter le gain du match (27-20).
Pour son dernier déplacement de la saison en phase régulière de championnat, le Stade s'incline (21-9) contre Toulon dans un match délocalisé au stade Vélodrome de Marseille. L'équipe, très remaniée, compte dans ses rangs pas moins de cinq espoirs dont deux sont titulaires (le demi Jean-Marc Doussain et le pilier Johnson Falefa). Ce match signe également le retour à la compétition d'Yves Donguy qui n'avait plus joué depuis mars 2010 et une sérieuse blessure au genou. À l'issue de cette 24e journée le Stade toulousain compte encore quatre points d'avance sur le Racing et cinq sur le nouveau troisième, Castres. Le Stade reçoit ensuite Bourgoin dont il ne fait qu'une bouchée (33-0). Cette victoire bonifiée permet aux Rouges et Noirs de se qualifier directement pour les demi-finales du championnat et donc de bénéficier d'une semaine de repos après la dernière journée de la saison régulière. Ainsi à l'issue de la 25e journée de championnat le Stade toulousain est toujours premier, à quatre points du Racing et à six points de Clermont, nouveau troisième.
C'est un adversaire de taille qui attendait le Stade toulousain en demi-finale de H Cup. Le Leinster, poussé par son public dans un Aviva Stadium plein, a engagé la rencontre tambour battant. C'est pourtant le Stade qui marque le premier essai, un brin chanceux, sur une pénalité de David Skrela renvoyée par le poteau dans les mains de Florian Fritz qui aplatit au milieu d'une défense médusée. Peu après David Skrela accroit l'avance de son équipe par un drop parfait. Mais le champion d'Europe 2009 revient au score progressivement grâce à des pénalités de Jonathan Sexton. Le Stade, trop indiscipliné, paie ses erreurs avant d'encaisser un essai rageur de Jamie Heaslip après dix-neuf temps de jeu. Le carton jaune reçu par Brian O'Driscoll en toute fin de première mi-temps permet tout de même aux Toulousains de revenir dans le match. Dans une période marquée par un gros travail des avants Rouge et Noir, Louis Picamoles inscrit un essai après une sortie de mêlée et un cadrage d'école de Jean-Marc Doussain, très en vue tout au long de la partie. Pour tenter de conserver son avantage au score, la défense toulousaine est héroïque mais finit par céder une nouvelle fois sous les assauts irlandais et voit Brian O'Driscoll marquer le deuxième essai de sa province, cette fois-ci après quatorze temps de jeu. Par la suite, les Toulousains paient chèrement les erreurs commises en première mi-temps et ne parviennent pas à remonter les neuf points qui les séparent de leurs hôtes jusqu'à ce qu'une pénalité de 52 mètres réussie par Nicolas Bézy redonne l'espoir au camp français. Hélas l'essai de la gagne ne viendra jamais et Jonathan Sexton enterre définitivement les espoirs toulousains en marquant une dernière pénalité à la 78e minute. De l'avis général le champion en titre est tombé avec les honneurs contre plus fort que lui, reportant ainsi tous les espoirs sur la conquête d'un dix-huitième Brennus.
Pour le dernier match de la saison régulière de Top 14 le Stade toulousain dispose au Stadium du champion en titre Clermont (15-6) grâce notamment à deux actions de classe de Rupeni Caucaunibuca, la première conclue par Maxime Médard pour son 15e essai de la saison en championnat et la seconde conclue par lui-même. Cette victoire permet aux Rouge et Noir de terminer en tête du classement et donc de choisir le jour de sa demi-finale. Afin de bénéficier d'un jour de repos supplémentaire en cas de qualification en finale, Guy Novès choisit de jouer le vendredi soir.
À l'issue de la saison régulière et au terme de la campagne européenne du Stade, c'est toujours Maxime Médard qui totalise le temps de jeu le plus important en étant le seul joueur de l'effectif à avoir joué plus de 2000 minutes. Derrière lui on retrouve Yannick Jauzion (1908 minutes) et Clément Poitrenaud (1893 minutes). Chez les espoirs on ne peut que noter la bonne forme de Nicolas Bézy (645 minutes dont 107 en Coupe d'Europe), excellent soutien de David Skrela à l'ouverture pour pallier l'absence de Frédéric Michalak, de Jean-Marc Doussain (607 minutes dont 166 en Coupe d'Europe), révélation de la deuxième moitié de saison au poste de demi de mêlée en l'absence de Nicolas Vergallo et Byron Kelleher, et dans une moindre mesure de Russlan Boukerou (188 minutes), solide en deuxième ligne en l'absence de Romain Millo-Chluski. À l'aube des phases finales de Top 14, l'équipe-type n'est pas encore tout à fait dessinée. Au poste de pilier gauche, Jean-Baptiste Poux et Daan Human partagent leur temps de jeu (13 titularisations chacun) tandis que William Servat (14) et Census Johnston (12) paraissent inamovibles aux postes de talonneur et de pilier droit respectivement. En deuxième ligne les deux postes tournent entre Romain Millo-Chluski (18 titularisations), Patricio Albacete (17) et Yoann Maestri (16). En troisième ligne Jean Bouilhou (12) et Thierry Dusautoir (11), qui alternent en tant que capitaines, ont mis une option sur les numéros 6 et 7 respectivement avec Shaun Sowerby (14) au couloir. C'est Nicolas Vergallo qui avec 11 titularisations restera cette saison le demi de mêlée le plus utilisé même si ce poste a fait l'objet de nombreuses rotations entre Vergallo, Byron Kelleher (8), Frédéric Michalak (4) et Jean-Marc Doussain (3). À l'ouverture, par contre, David Skrela est inévitable. À l'aile gauche Cédric Heymans (8 titularisations), replacé à l'arrière depuis la période de doublons, pourrait être détrôné par Maxime Médard (6). Les deux postes de centre sont essentiellement occupés par Yannick Jauzion (17 titularisations) et Florian Fritz (15) avec Clément Poitrenaud (8) en soutien pendant que Vincent Clerc (15), sur l'aile droite, reste indétrônable. À l'arrière enfin le poste est partagé entre Maxime Médard (10 titularisations), Clément Poitrenaud (9) et Cédric Heymans (7).

### Sélections pour la Coupe du Monde et phase finale de Top 14
Le 11 mai, Marc Lièvremont dévoile la pré-liste des joueurs amenés à disputer le Coupe du Monde 2011 en Nouvelle-Zélande. Parmi les 32 noms cités, 9 sont Toulousains. Revigoré par son replacement à l'arrière en fin de saison, Cédric Heymans retrouve l'équipe de France. Aux ailes, sans surprise, Vincent Clerc et Maxime Médard sont également appelés. Au centre, par contre, ni Yannick Jauzion, auteur d'une fin de saison en demi-teinte, ni Clément Poitrenaud, très probant en club mais peu en vue avec l'équipe de France lors du Tournoi, ne font partie de la liste. David Skrela, forfait pour le Tournoi, est rappelé, sans doute en soutien de François Trinh-Duc. Comme Cédric Heymans, Louis Picamoles, auteur d'une saison pleine, fait son retour dans le groupe France après une longue absence pour accompagner le capitaine Thierry Dusautoir en troisième ligne. En deuxième ligne, sans trop de surprise non plus, Romain Millo-Chluski est intégré au groupe. En première ligne enfin, William Servat, titulaire indiscutable lors du Tournoi, est logiquement appelé et Jean-Baptiste Poux refait également une apparition sur la liste, probablement dans l'hypothèse où Fabien Barcella et Thomas Domingo, tous deux blessés à l'annonce de la liste, ne seraient pas rétablis à temps. Non retenu dans le groupe France, Frédéric Michalak est invité à disputer les deux matches des Barbarians contre l'Angleterre et le Pays de Galles. De leur côté, Patricio Albacete et Nicolas Vergallo sont tous deux retenus dans le groupe Argentine et Cencus Johnston est retenu dans le groupe Samoa.
Affrontant l'ASM Clermont en demi-finale de Top 14, le Stade toulousain livre un match plein. Auteurs de nombreuses initiatives à l'image d'une relance de Cédric Heymans depuis sa ligne d'en-but, les Toulousains tiennent le match dès l'entame grâce à une pénalité de David Skrela (3-0) suivie de près par un essai de Rupeni Caucaunibuca (10-0) sur un lancement de jeu d'école de Jean Bouilhou sur les 30 mètres Rouge et Noir passé par David Skrela, Yannick Jauzion et Clément Poitrenaud, illustrant parfaitement le "jeu autour du 10" mis en place par Jean-Baptiste Élissalde depuis le début de la saison. À la 15e minute, Anthony Floch réduit l'écart sur une monstrueuse pénalité de 61 mètres (10-3). Les Toulousains restent cependant maîtres des débats et Skrela redonne dix points d'avance à ses partenaires dès le 22e minute sur pénalité (13-3). Quelques minutes avant la mi-temps, Morgan Parra remet son équipe à sept points sur pénalité depuis la ligne médiane (13-6). Peu présents dans la moitié de terrain toulousaine en première mi-temps, les Clermontois font montre de plus d'enthousiasme offensif en seconde mi-temps mais se voient repoussés par une défense impeccable des Toulousains. Malmenés en mêlée fermée et sur les regroupements, les Jaunards permettent à Skrela d'inscrire deux pénalités supplémentaires pour mettre Clermont à treize points (16-6 puis 19-6). Entré en jeu à la place de David Skrela, Nicolas Bézy manque trois pénalités avant d'inscrire la dernière du match à une minute de la sirène. À 22-6, Toulouse est d'ores et déjà assuré de disputer la finale, pourtant sur le baroud d'honneur de Clermont après la fin du temps règlementaire, Kini Murimurivalu laisse échapper un ballon récupéré par « Caucau » qui tape pour lui-même et va marquer entre les poteaux. Bézy transforme pour donner au score une allure de correction : 29-6. Le même week-end Frédéric Michalak, titulaire à l'ouverture avec les Barbarians, l'emporte contre l'équipe d'Angleterre (38-32), étant personnellement auteur d'un essai et de trois transformations avant d'être remplacé à la 67e minute par Sébastien Tillous-Borde.
En finale contre Montpellier, la surprise du championnat, le Stade toulousain impose sa puissance sans toutefois parvenir à percer la défense héraultaise. Ainsi sur l'une des seules percées montpelliéraines dans la moitié de terrain toulousaine, Timoci Nagusa marque un essai sur un exploit personnel, essai transformé par Martin Bustos Moyano (0-7). Peu en réussite dans ses tirs au but, David Skrela parvient cependant à réduire la marque avant la pause (3-7). Au retour des vestiaires, Montpellier reprend corps et un drop de François Trinh-Duc redonne sept points d'avance à son équipe (3-10). Peu à peu, la solidité et la solidarité toulousaine portent leurs fruits et David Skrela ramène ses coéquipiers à un point (6-10 puis 9-10) grâce à deux pénalités. Nicolas Bézy, entré en jeu à la place de Skrela, profite également de l'indiscipline montpelliéraine pour permettre aux Toulousains de prendre l'avantage à quelques minutes du terme (12-10) et enfin de conforter leur avance (15-10). Un an après avoir remporté sa quatrième Coupe d'Europe, le Stade remporte son dix-huitième Bouclier de Brennus.

### Bilan de la saison
Au terme de la saison Maxime Médard reste le joueur le plus utilisé de l'effectif avec 2226 minutes de jeu, ayant pris part à 31 des 36 matches qu'a disputés le Stade cette saison, dont 28 en tant que titulaire. Derrière lui on retrouve Yannick Jauzion (2067 minutes, 30 matches dont 26 en tant que titulaire) et Clément Poitrenaud (2041 minutes, 31 matches dont 25 en tant que titulaire) qui sont les deux seuls autres joueurs à avoir joué plus de 2000 minutes. Pour autant le joueur le plus souvent aligné est Jean-Baptiste Poux (35 matches dont 19 en tant que titulaire, il n'a manqué que la réception du Stade Français lors de la 3e journée de championnat). Derrière lui on trouve Cédric Heymans (32 matches dont 25 en tant que titulaire), Daan Human (32 matches dont 19 en tant que titulaire) et Virgile Lacombe (32 matches dont 13 en tant que titulaire). L'équipe-type déterminée par le temps de jeu sur l'ensemble de la saison est la suivante : Heymans ; Clerc, Poitrenaud, Jauzion, Médard ; Skrela, Vergallo ; Dusautoir (cap.), Picamoles, Bouilhou ; Albacete, Maestri ; Johnston, Servat, Poux. Remplaçants : Lacombe, Human, Millo-Chluski, Sowerby, Kelleher, Doussain, Fritz, Montès. On notera que le XV aligné en finale de Top 14 est très proche de cette équipe-type (Caucaunibuca pour Clerc de retour de blessure, Doussain préféré à Vergallo, Millo-Chluski à Maestri et Human à Poux).
Au rang des bonnes surprises de la saison on note le replacement de Clément Poitrenaud au centre, celui de Cédric Heymans à l'arrière, la bonne forme de Yoann Maestri lors des absences sur blessure de Romain Millo-Chluski, la montée en puissance de Virgile Lacombe en soutien de William Servat, le retour en forme de Rupeni Caucaunibuca et la très bonne seconde partie de saison des jeunes Jean-Marc Doussain et Nicolas Bézy, respectivement titulaire et remplaçant lors de la finale, qui figurent tous deux parmi les 30 joueurs les plus utilisés de la saison, l'arrivée de Sylvain Nicolas dont la fin de saison a malheureusement été gâchée par une blessure, ainsi que l'éclosion du jeune Johnson Falefa, préféré à Yohan Montès sur le banc des remplaçants pour la finale.
Certains joueurs ont par contre été très peu en vue au cours de cette saison, à l'image de Julien Raynaud, qui n'a pas disputé une seule minute de jeu (certes à un poste où évoluent Jean Bouilhou, Thierry Dusautoir et Yannick Nyanga), d'Yves Donguy (13 minutes de jeu), revenu trop tardivement d'une longue blessure pour intégrer le groupe en phase finale, de Yann David (134 minutes de jeu), gravement blessé très tôt dans la saison, d'Alberto Vernet Basualdo (144 minutes de jeu), longtemps blessé également et relégué au rang de troisième talonneur à la suite de la progression de Virgile Lacombe, de Pierre-Gilles Lakafia (202 minutes de jeu), qui n'a pas su faire sa place parmi les lignes arrières toulousaines, de Rémi Lamerat (358 minutes de jeu), en bonne forme pendant la période de doublon mais victime d'une blessure qui a mis un terme prématuré à sa saison, et de Frédéric Michalak (467 minutes de jeu), longtemps blessé puis en délicatesse avec le management du club, parti aux Sharks avant la finale de championnat.
Enfin de nombreux changements s'annoncent pour la saison 2011-2012 puisque pas moins de neuf joueurs (dont six internationaux) quittent le club : Cédric Heymans (10 saisons passées au club), Byron Kelleher (4 saisons), Virgile Lacombe (formé au club), Pierre-Gilles Lakafia (1 saison), Rémi Lamerat (formé au club), Benoît Lecouls (2 fois 3 saisons), Frédéric Michalak (formé au club avec une saison passée aux Sharks), David Skrela (3 saisons) et Alberto Vernet Basualdo (4 saisons).

## Statistiques et équipes-types

### Statistiques individuelles
Nota : les différents sigles signifient : TJ = temps de jeu, Tit. = titulaire, Rem. = remplaçant, E = essai, T = transformation, P = pénalité, D = drop, CJ = carton jaune, CR = carton rouge
| Joueur / Épreuve            | Poste                     | Top 14 | Top 14 | Top 14 | Top 14 | Top 14 | Top 14 | Top 14 | Top 14 | Top 14 | - | Coupe d'Europe | Coupe d'Europe | Coupe d'Europe | Coupe d'Europe | Coupe d'Europe | Coupe d'Europe | Coupe d'Europe | Coupe d'Europe | Coupe d'Europe | - | TOTAL | TOTAL | TOTAL | TOTAL | TOTAL | TOTAL | TOTAL | TOTAL | TOTAL |
| Joueur / Épreuve            | Poste                     | TJ     | Tit.   | Rem.   | E      | T      | P      | D      | CJ     | CR     | - | TJ             | Tit.           | Rem.           | E              | T              | P              | D              | CJ             | CR             | - | TJ    | Tit.  | Rem.  | E     | T     | P     | D     | CJ    | CR    |
| Patricio Albacete           | 2e ligne                  | 1 416  | 19     | 1      | 0      | 0      | 0      | 0      | 0      | 0      | - | 500            | 6              | 0              | 0              | 0              | 0              | 0              | 1              | 0              | - | 1 916 | 25    | 1     | 0     | 0     | 0     | 0     | 1     | 0     |
| Nicolas Bézy (espoir)       | Demi de mêlée/d'ouverture | 574    | 5      | 10     | 2      | 11     | 15     | 0      | 0      | 0      | - | 107            | 1              | 1              | 0              | 1              | 1              | 0              | 0              | 0              | - | 681   | 6     | 11    | 2     | 12    | 16    | 0     | 0     | 0     |
| Sébastien Bézy (espoir)     | Demi de mêlée             | 24     | 0      | 1      | 0      | 0      | 0      | 0      | 0      | 0      | - | 0              | 0              | 0              | 0              | 0              | 0              | 0              | 0              | 0              | - | 24    | 0     | 1     | 0     | 0     | 0     | 0     | 0     | 0     |
| Jean Bouilhou               | 2e/3e ligne               | 1 262  | 13     | 8      | 1      | 0      | 0      | 0      | 1      | 0      | - | 427            | 5              | 1              | 0              | 0              | 0              | 0              | 0              | 0              | - | 1 689 | 18    | 9     | 1     | 0     | 0     | 0     | 1     | 0     |
| Russlan Boukerou (espoir)   | 2e ligne                  | 188    | 1      | 6      | 0      | 0      | 0      | 0      | 0      | 0      | - | 0              | 0              | 0              | 0              | 0              | 0              | 0              | 0              | 0              | - | 188   | 1     | 6     | 0     | 0     | 0     | 0     | 0     | 0     |
| Anthony Bousquet (espoir)   | Pilier                    | 9      | 0      | 1      | 0      | 0      | 0      | 0      | 0      | 0      | - | 0              | 0              | 0              | 0              | 0              | 0              | 0              | 0              | 0              | - | 9     | 0     | 1     | 0     | 0     | 0     | 0     | 0     | 0     |
| Rupeni Caucaunibuca         | 3/4 centre/aile           | 915    | 12     | 0      | 5      | 0      | 0      | 0      | 1      | 0      | - | 0              | 0              | 0              | 0              | 0              | 0              | 0              | 0              | 0              | - | 915   | 12    | 0     | 5     | 0     | 0     | 0     | 1     | 0     |
| Vincent Clerc               | 3/4 aile                  | 1 237  | 15     | 4      | 8      | 0      | 0      | 0      | 0      | 0      | - | 547            | 6              | 2              | 2              | 0              | 0              | 0              | 0              | 0              | - | 1 784 | 21    | 6     | 10    | 0     | 0     | 0     | 0     | 0     |
| Yann David                  | 3/4 centre                | 134    | 2      | 0      | 1      | 0      | 0      | 0      | 0      | 0      | - | 0              | 0              | 0              | 0              | 0              | 0              | 0              | 0              | 0              | - | 134   | 2     | 0     | 1     | 0     | 0     | 0     | 0     | 0     |
| Vilimoni Delasau            | 3/4 centre/aile           | 983    | 13     | 3      | 3      | 0      | 0      | 0      | 1      | 0      | - | 74             | 1              | 1              | 0              | 0              | 0              | 0              | 0              | 0              | - | 1 057 | 14    | 4     | 3     | 0     | 0     | 0     | 1     | 0     |
| Yves Donguy                 | 3/4 aile                  | 13     | 0      | 1      | 0      | 0      | 0      | 0      | 0      | 0      | - | 0              | 0              | 0              | 0              | 0              | 0              | 0              | 0              | 0              | - | 13    | 0     | 1     | 0     | 0     | 0     | 0     | 0     | 0     |
| Jean-Marc Doussain (espoir) | Demi de mêlée/d'ouverture | 601    | 7      | 4      | 1      | 3      | 5      | 0      | 0      | 0      | - | 166            | 2              | 3              | 0              | 0              | 0              | 0              | 0              | 0              | - | 767   | 9     | 7     | 1     | 3     | 5     | 0     | 0     | 0     |
| Thierry Dusautoir           | 3e ligne                  | 1 171  | 15     | 5      | 2      | 0      | 0      | 0      | 0      | 0      | - | 499            | 6              | 1              | 4              | 0              | 0              | 0              | 0              | 0              | - | 1 670 | 21    | 6     | 6     | 0     | 0     | 0     | 0     | 0     |
| Johnson Falefa (espoir)     | Pilier                    | 121    | 2      | 2      | 0      | 0      | 0      | 0      | 0      | 0      | - | 12             | 0              | 1              | 0              | 0              | 0              | 0              | 0              | 0              | - | 133   | 2     | 3     | 0     | 0     | 0     | 0     | 0     | 0     |
| Florian Fritz               | 3/4 centre                | 1 329  | 15     | 9      | 0      | 0      | 3      | 0      | 1      | 0      | - | 572            | 7              | 1              | 2              | 0              | 2              | 0              | 1              | 1              | - | 1 901 | 22    | 9     | 3     | 0     | 4     | 0     | 2     | 1     |
| Gillian Galan (espoir)      | 3e ligne                  | 9      | 0      | 1      | 0      | 0      | 0      | 0      | 0      | 0      | - | 0              | 0              | 0              | 0              | 0              | 0              | 0              | 0              | 0              | - | 9     | 0     | 1     | 0     | 0     | 0     | 0     | 0     | 0     |
| Cédric Heymans              | 3/4 aile/arrière          | 1 349  | 18     | 6      | 1      | 0      | 0      | 1      | 1      | 0      | - | 541            | 7              | 1              | 2              | 0              | 0              | 0              | 0              | 0              | - | 1 890 | 25    | 7     | 3     | 0     | 0     | 1     | 1     | 0     |
| Daan Human                  | Pilier                    | 1 061  | 15     | 9      | 0      | 0      | 0      | 0      | 0      | 0      | - | 332            | 4              | 4              | 0              | 0              | 0              | 0              | 0              | 0              | - | 1 413 | 19    | 13    | 0     | 0     | 0     | 0     | 0     | 0     |
| Yannick Jauzion             | 3/4 centre                | 1 571  | 20     | 2      | 2      | 0      | 0      | 0      | 3      | 0      | - | 486            | 6              | 2              | 2              | 0              | 0              | 0              | 0              | 0              | - | 2 067 | 26    | 4     | 4     | 0     | 0     | 0     | 3     | 0     |
| Census Johnston             | Pilier                    | 1 113  | 14     | 7      | 3      | 0      | 0      | 0      | 0      | 0      | - | 455            | 6              | 2              | 0              | 0              | 0              | 0              | 0              | 0              | - | 1 568 | 20    | 9     | 3     | 0     | 0     | 0     | 0     | 0     |
| Byron Kelleher              | Demi de mêlée             | 676    | 8      | 2      | 2      | 0      | 0      | 0      | 0      | 0      | - | 160            | 2              | 1              | 0              | 0              | 0              | 0              | 0              | 0              | - | 856   | 10    | 3     | 2     | 0     | 0     | 0     | 0     | 0     |
| Virgile Lacombe             | Talonneur                 | 932    | 11     | 13     | 1      | 0      | 0      | 0      | 0      | 0      | - | 220            | 2              | 6              | 1              | 0              | 0              | 0              | 0              | 0              | - | 1 152 | 13    | 19    | 2     | 0     | 0     | 0     | 0     | 0     |
| Pierre-Gilles Lakafia       | 3/4 aile                  | 202    | 2      | 4      | 0      | 0      | 0      | 0      | 0      | 0      | - | 0              | 0              | 0              | 0              | 0              | 0              | 0              | 0              | 0              | - | 202   | 2     | 4     | 0     | 0     | 0     | 0     | 0     | 0     |
| Grégory Lamboley            | 2e/3e ligne               | 551    | 6      | 10     | 0      | 0      | 0      | 0      | 0      | 0      | - | 207            | 2              | 5              | 0              | 0              | 0              | 0              | 0              | 0              | - | 758   | 8     | 15    | 0     | 0     | 0     | 0     | 0     | 0     |
| Rémi Lamerat                | 3/4 centre                | 358    | 4      | 3      | 1      | 0      | 0      | 0      | 1      | 0      | - | 0              | 0              | 0              | 0              | 0              | 0              | 0              | 0              | 0              | - | 358   | 4     | 3     | 1     | 0     | 0     | 0     | 1     | 0     |
| Benoît Lecouls              | Pilier                    | 529    | 9      | 4      | 0      | 0      | 0      | 0      | 0      | 0      | - | 0              | 0              | 0              | 0              | 0              | 0              | 0              | 0              | 0              | - | 529   | 9     | 4     | 0     | 0     | 0     | 0     | 0     | 0     |
| Yoann Maestri               | 2e ligne                  | 1 275  | 17     | 7      | 0      | 0      | 0      | 0      | 0      | 0      | - | 423            | 5              | 3              | 0              | 0              | 0              | 0              | 0              | 0              | - | 1 694 | 21    | 10    | 0     | 0     | 0     | 0     | 0     | 0     |
| Maxime Médard               | Arrière/3/4 aile          | 1 661  | 21     | 2      | 15     | 1      | 0      | 0      | 1      | 0      | - | 565            | 7              | 1              | 3              | 0              | 0              | 0              | 0              | 0              | - | 2 226 | 28    | 3     | 18    | 1     | 0     | 0     | 1     | 0     |
| Frédéric Michalak           | Demi de mêlée/d'ouverture | 458    | 6      | 2      | 0      | 2      | 20     | 1      | 0      | 0      | - | 9              | 0              | 1              | 0              | 0              | 0              | 0              | 1              | 0              | - | 467   | 6     | 3     | 0     | 2     | 20    | 1     | 1     | 0     |
| Romain Millo-Chluski        | 2e ligne                  | 1 458  | 20     | 2      | 0      | 0      | 0      | 0      | 0      | 0      | - | 199            | 3              | 0              | 0              | 0              | 0              | 0              | 0              | 0              | - | 1 657 | 23    | 2     | 0     | 0     | 0     | 0     | 0     | 0     |
| Yohan Montès                | Pilier                    | 370    | 1      | 16     | 1      | 0      | 0      | 0      | 0      | 0      | - | 193            | 2              | 5              | 0              | 0              | 0              | 0              | 0              | 0              | - | 563   | 3     | 21    | 1     | 0     | 0     | 0     | 0     | 0     |
| Sylvain Nicolas             | 3e ligne                  | 696    | 9      | 4      | 2      | 0      | 0      | 0      | 0      | 0      | - | 47             | 1              | 1              | 0              | 0              | 0              | 0              | 0              | 0              | - | 743   | 10    | 5     | 2     | 0     | 0     | 0     | 0     | 0     |
| Yannick Nyanga              | 3e ligne                  | 901    | 12     | 6      | 1      | 0      | 0      | 0      | 0      | 0      | - | 299            | 4              | 3              | 1              | 0              | 0              | 0              | 0              | 0              | - | 1 200 | 16    | 9     | 2     | 0     | 0     | 0     | 0     | 0     |
| Victor Paquet (espoir)      | Pilier/Talonneur          | 113    | 0      | 6      | 0      | 0      | 0      | 0      | 0      | 0      | - | 10             | 0              | 1              | 0              | 0              | 0              | 0              | 0              | 0              | - | 123   | 0     | 7     | 0     | 0     | 0     | 0     | 0     | 0     |
| Louis Picamoles             | 3e ligne                  | 1 164  | 14     | 8      | 1      | 0      | 0      | 0      | 0      | 0      | - | 369            | 5              | 2              | 2              | 0              | 0              | 0              | 1              | 0              | - | 1 533 | 19    | 10    | 3     | 0     | 0     | 0     | 1     | 0     |
| Clément Poitrenaud          | Arrière/3/4 centre        | 1 506  | 19     | 4      | 4      | 0      | 0      | 1      | 1      | 0      | - | 535            | 6              | 2              | 1              | 0              | 0              | 0              | 0              | 0              | - | 2 041 | 25    | 6     | 5     | 0     | 0     | 1     | 1     | 0     |
| Jean-Baptiste Poux          | Pilier                    | 1 273  | 16     | 12     | 0      | 0      | 0      | 0      | 0      | 0      | - | 328            | 4              | 4              | 0              | 0              | 0              | 0              | 0              | 0              | - | 1 701 | 19    | 16    | 0     | 0     | 0     | 0     | 0     | 0     |
| Julien Raynaud              | 3e ligne                  | 0      | 0      | 0      | 0      | 0      | 0      | 0      | 0      | 0      | - | 0              | 0              | 0              | 0              | 0              | 0              | 0              | 0              | 0              | - | 0     | 0     | 0     | 0     | 0     | 0     | 0     | 0     | 0     |
| William Servat              | Talonneur                 | 1 023  | 17     | 4      | 6      | 0      | 0      | 0      | 0      | 0      | - | 430            | 6              | 1              | 0              | 0              | 0              | 0              | 0              | 0              | - | 1 453 | 22    | 5     | 6     | 0     | 0     | 0     | 0     | 0     |
| David Skrela                | Demi d'ouverture          | 1 305  | 18     | 2      | 0      | 31     | 50     | 3      | 0      | 0      | - | 632            | 8              | 0              | 0              | 14             | 20             | 2              | 1              | 0              | - | 1 937 | 26    | 2     | 0     | 45    | 68    | 5     | 1     | 0     |
| Shaun Sowerby               | 3e ligne                  | 1 092  | 14     | 8      | 0      | 0      | 0      | 0      | 0      | 0      | - | 300            | 3              | 3              | 0              | 0              | 0              | 0              | 0              | 0              | - | 1 392 | 17    | 11    | 0     | 0     | 0     | 0     | 0     | 0     |
| David Tarroque (espoir)     | Pilier                    | 23     | 0      | 1      | 0      | 0      | 0      | 0      | 0      | 0      | - | 0              | 0              | 0              | 0              | 0              | 0              | 0              | 0              | 0              | - | 23    | 0     | 1     | 0     | 0     | 0     | 0     | 0     | 0     |
| Nicolas Vergallo            | Demi de mêlée             | 791    | 11     | 1      | 1      | 0      | 1      | 0      | 0      | 0      | - | 246            | 3              | 2              | 0              | 0              | 0              | 0              | 0              | 0              | - | 1 037 | 13    | 3     | 1     | 0     | 1     | 0     | 0     | 0     |
| Alberto Vernet Basualdo     | Talonneur                 | 144    | 1      | 5      | 0      | 0      | 0      | 0      | 0      | 0      | - | 0              | 0              | 0              | 0              | 0              | 0              | 0              | 0              | 0              | - | 144   | 1     | 5     | 0     | 0     | 0     | 0     | 0     | 0     |

### Équipe-type en Championnat
Équipe déterminée par le nombre de titularisations (à défaut le temps de jeu) depuis le début de la saison 2010-2011 (dernière mise à jour le 07/06/2011).
| Num. | Nom               | Poste                          | Nationalité sportive | Titularisations avec ce numéro | Points marqués avec ce numéro | Autres joueurs ayant porté ce numéro |
| 1    | Daan Human        | Pilier                         | Afrique du Sud       | 15                             | Aucun point 0                 | J.-B. Poux (13 tit., 0 pts) |
| 2    | William Servat    | Talonneur                      | France               | 16                             | 5 essais 25                   | V. Lacombe (11 tit., 5 pts) et A. Vernet Basualdo (1 tit., 0 pts) |
| 3    | Census Johnston   | Pilier                         | Samoa                | 14                             | 1 essai 5                     | B. Lecouls (9 tit., 0 pts), J.-B. Poux (2 tit., 0 pts), J. Falefa (2 tit., 0 pts) et Y. Montès (1 tit., 5 pts)                                                                 |
| 4    | Yoann Maestri     | Deuxième ligne                 | France               | 16                             | Aucun point 0                 | R. Millo-Chluski (11 tit., 0 pts) et P. Albacete (1 tit., 0 pts) |
| 5    | Patricio Albacete | Deuxième ligne                 | Argentine            | 18                             | Aucun point 0                 | R. Millo-Chluski (9 tit., 0 pts) et R. Boukerou (1 tit., 0 pts) |
| 6    | Jean Bouilhou     | Troisième ligne aile           | France               | 14                             | 1 essai 5                     | Y. Nyanga (8 tit., 0pts), G. Lamboley (3 tit., 0 pts), T. Dusautoir (2 tit., 0 pts) et S. Nicolas (1 tit., 0 pts)                                                              |
| 7    | Thierry Dusautoir | Troisième ligne aile Capitaine | France               | 13                             | 2 essais 10                   | S. Nicolas (8 tit., 5 pts), Y. Nyanga (4 tit., 0 pts), G. Lamboley (2 tit., 0 pts) et L. Picamoles (1 tit., 0 pts)                                                             |
| 8    | Shaun Sowerby     | Troisième ligne centre         | Afrique du Sud       | 14                             | Aucun point 0                 | L. Picamoles (13 tit., 5 pts) et G. Lamboley (1 tit., 0 pts) |
| 9    | Nicolas Vergallo  | Demi de mêlée                  | Argentine            | 11                             | 1 essai, 1 pénalité 8         | B. Kelleher (8 tit., 10 pts), J.-M. Doussain (5 tit., 5 pts) et F. Michalak (4 tit., 45 pts)                                                                                   |
| 10   | David Skrela      | Demi d'ouverture               | France               | 18                             | 46 pén., 31 tra., 3 drops 186 | N. Bézy (5 tit., 30 pts), F. Michalak (2 tit., 19 pts), J.-M. Doussain (2 tit., 12 pts) et Y. Jauzion (1 tit., 0 pts)                                                          |
| 11   | Cédric Heymans    | Ailier                         | France               | 8                              | Aucun point 0                 | M. Médard (7 tit., 35 pts), R. Caucaunibuca (6 tit., 10 pts), V. Delasau (5 tit., 10 pts) et P.-G. Lakafia (2 tit., 0 pts)                                                     |
| 12   | Yannick Jauzion   | Centre                         | France               | 14                             | 2 essais 10                   | C. Poitrenaud (7 tit., 8 pts), F. Fritz (5 tit., 3 pts), R. Lamerat (1 tit., 0 pts) et R. Caucaunibuca (1 tit., 0 pts)                                                         |
| 13   | Florian Fritz     | Centre                         | France               | 10                             | Aucun point 0                 | Y. Jauzion (5 tit., 0 pts), R. Caucaunibuca (4 tit., 0 pts), C. Poitrenaud (3 tit., 5 pts), R. Lamerat (3 tit., 5 pts), Y. David (2 tit., 5 pts) et V. Delasau (1 tit., 0 pts) |
| 14   | Vincent Clerc     | Ailier                         | France               | 15                             | 7 essais 35                   | V. Delasau (7 tit., 5 pts), M. Médard (4 tit., 15 pts), C. Heymans (1 tit., 0 pts) et R. Caucaunibuca (1 tit., 10 pts)                                                         |
| 15   | Maxime Médard     | Arrière                        | France               | 10                             | 5 essais 25                   | C. Poitrenaud (9 tit., 10 pts) et C. Heymans (9 tit., 8 pts) |

Remplaçants : V. Lacombe (talon), J.-B. Poux (pilier), R. Millo-Chluski (2e ligne), L. Picamoles (3e ligne), B. Kelleher (1/2 mêlée), J.-M. Doussain (1/2 ouverture), C. Poitrenaud (3/4), B. Lecouls (pilier)

Meilleur réalisateur : David Skrela (221 points)

Meilleur marqueur : Maxime Médard (15 essais) - Également meilleur marqueur du Top 14

Joueur le plus utilisé : Maxime Médard (1 661 minutes, 23 matches dont 21 en tant que titulaire)

### Équipe-type en Coupe d'Europe
Équipe déterminée par le nombre de titularisations (à défaut le temps de jeu) depuis le début de la saison 2010-2011 (dernière mise à jour le 02/05/2011).
| Num. | Nom               | Poste                          | Nationalité sportive | Titularisations avec ce numéro | Points marqués avec ce numéro | Autres joueurs ayant porté ce numéro                                                   |
| 1    | Daan Human        | Pilier                         | Afrique du Sud       | 4                              | Aucun point 0                 | J.-B. Poux (4 tit., 0 pts)                                                             |
| 2    | William Servat    | Talonneur                      | France               | 6                              | Aucun point 0                 | V. Lacombe (2 tit., 5 pts)                                                             |
| 3    | Census Johnston   | Pilier                         | Samoa                | 6                              | Aucun point 0                 | Y. Montès (2 tit., 0 pts)                                                              |
| 4    | Yoann Maestri     | Deuxième ligne                 | France               | 5                              | Aucun point 0                 | G. Lamboley (2 tit., 0 pts) et R. Millo-Chluski (1 tit., 0 pts)                        |
| 5    | Patricio Albacete | Deuxième ligne                 | Argentine            | 6                              | Aucun point 0                 | R. Millo-Chluski (2 tit., 0 pts)                                                       |
| 6    | Jean Bouilhou     | Troisième ligne aile           | France               | 5                              | Aucun point 0                 | Y. Nyanga (3 tit., 0 pts)                                                              |
| 7    | Thierry Dusautoir | Troisième ligne aile Capitaine | France               | 6                              | 4 essais 20                   | S. Nicolas (1 tit., 0 pts) et Y. Nyanga (1 tit., 0 pts)                                |
| 8    | Louis Picamoles   | Troisième ligne centre         | France               | 5                              | 2 essais 10                   | S. Sowerby (3 tit., 0 pts)                                                             |
| 9    | Nicolas Vergallo  | Demi de mêlée                  | Argentine            | 3                              | Aucun point 0                 | J.-M. Doussain (2 tit., 0 pts), B. Kelleher (2 tit., 0 pts) et N. Bézy (1 tit., 2 pts) |
| 10   | David Skrela      | Demi d'ouverture               | France               | 8                              | 20 pén., 14 tran., 2 drops 94 |                                                                                        |
| 11   | Cédric Heymans    | Ailier                         | France               | 5                              | 1 essai 5                     | M. Médard (3 tit., 5 pts)                                                              |
| 12   | Yannick Jauzion   | Centre                         | France               | 5                              | 2 essais 10                   | C. Poitrenaud (3 tit., 0 pts)                                                          |
| 13   | Florian Fritz     | Centre                         | France               | 7                              | 2 essais, 2 pénalités 16      | Y. Jauzion (1 tit., 0 pts)                                                             |
| 14   | Vincent Clerc     | Ailier                         | France               | 6                              | 1 essai 5                     | M. Médard (1 tit., 5 pts) et V. Delasau (1 tit., 0 pts)                                |
| 15   | Maxime Médard     | Arrière                        | France               | 3                              | 1 essai 5                     | C. Poitrenaud (3 tit., 5 pts) et C. Heymans (2 tit., 5 pts)                            |

Remplaçants : V. Lacombe (talon), J.-B. Poux (pilier), Y. Montès (pilier), G. Lamboley (2e ligne), S. Sowerby (3e ligne), J.-M. Doussain (1/2 mêlée), N. Bézy (1/2 ouverture), C. Poitrenaud (3/4).

Meilleur réalisateur : David Skrela (94 points)

Meilleur marqueur : Thierry Dusautoir (4 essais)

Joueur le plus utilisé : David Skrela (632 minutes, 8 matches tous en tant que titulaire)

## Staff
Manager général
- Guy Novès

Entraîneurs
- Yannick Bru (Lignes avant)
- Jean-Baptiste Élissalde (Lignes arrière)

Staff médical
- Benoît Castéra
- Christophe Foucaud
- Michel Laurent
- Christophe Prat
- Albert Sadacca

## Transferts d'inter-saison 2011
- Cédric Heymans (Aviron Bayonnais), trois-quarts aile/arrière
- Byron Kelleher (Stade Français), demi de mêlée
- Virgile Lacombe (CA Brive), talonneur
- Pierre-Gilles Lakafia (Castres Olympique), trois-quarts aile
- Rémi Lamerat (Castres Olympique), trois-quarts centre
- Benoît Lecouls (AS La Rochelle), pilier
- Frédéric Michalak (Sharks), demi de mêlée/d'ouverture
- David Skrela (ASM Clermont Auvergne), demi d'ouverture
- Alberto Vernet Basualdo (SU Agen), talonneur

Arrivées
- Lionel Beauxis (Stade Français), demi d'ouverture
- Nicolas Bézy (Espoirs Stade toulousain), demi de mêlée/d'ouverture
- Russlan Boukerou (Espoirs Stade toulousain), deuxième ligne
- Luke Burgess (Waratahs), demi de mêlée
- Luke McAlister (Blues), demi d'ouverture/trois-quarts centre
- Timoci Matanavu (Stade montois), trois-quarts aile
- Gurthrö Steenkamp (Bulls), pilier
- Gary Botha (Bulls), talonneur

Jokers Coupe du Monde
- Vilimoni Delasau (Stade toulousain), trois-quarts aile/centre[7]
- Carl Hoeft (Castres Olympique), pilier
- Alberto Vernet Basualdo (Stade toulousain), talonneur[8]
- Jean-Baptiste Élissalde (Entraîneur Stade toulousain), demi de mêlée/d'ouverture

Jokers Médical
- Eusebio Guinazu (Biarritz Olympique), pilier, pour Daan Human[9]
- Akvsenti Giorgadze (SC Mazamet), talonneur, pour Gary Botha

(*) En fin de contrat avec le Stade toulousain à la fin de la saison 2010-2011, Vilimoni Delesau prolonge uniquement en tant que joker Coupe du Monde et prendra sa retraite à l'issue de celle-ci.

## Récompenses individuelles
- Meilleur joueur du monde IRB : Thierry Dusautoir
- Nuit du rugby :
  - Meilleure révélation : Jean-Marc Doussain
- Oscars du Midi olympique :
  -  Oscar monde : Thierry Dusautoir
  -  Oscar d'or : Vincent Clerc